# Controversia della mazza da hockey

Andamento della temperatura negli ultimi 2000 anni secondo diversi studi: il picco degli ultimi 1000 anni è noto come mazza da hockey per via della somiglianza con la forma di un bastone da hockey.

In climatologia, nell'ambito dei mutamenti climatici, la controversia della mazza da hockey (in inglese hockey stick controversy) è un dibattito informale in seno alla comunità scientifica, compreso all'interno della controversia sul riscaldamento globale, tra i sostenitori dell'ipotesi sulla natura antropica del riscaldamento globale (tesi maggioritaria dell'IPCC) e i cosiddetti "scettici", che aderiscono alla tesi del riscaldamento globale naturale, proprio prendendo a riferimento il grafico dell'andamento globale della temperatura media globale negli ultimi 1000 anni.
Secondo questi ultimi, infatti, il grafico suddetto, ricavato da studi paleoclimatici a partire da serie storiche, evidenzierebbe la presenza del periodo caldo medioevale, le cui cause sono evidentemente naturali, con livelli di temperatura media globale simili a quelli registrati alla fine del secondo millennio con il riscaldamento globale, da imputare dunque anch'esso a cause evidentemente non antropiche, ovvero cicli climatici naturali. Il grafico presentato dal Primo rapporto di valutazione IPCC, infatti, presenta un brusco aumento delle temperature nel XX secolo, per cui la curva relativa agli ultimi decenni del secolo sarebbe senza precedenti e assume un aspetto simile a quello di un bastone da hockey su ghiaccio. 
Più precisamente, la controversia si accende sulla reale entità dei dati soggetti ad inevitabile elaborazione statistica, con il primo gruppo di scienziati che ne sottolinea il picco maggiore nell'attuale fase di riscaldamento per effetto dei gas serra di origine antropica, e con il secondo gruppo che, rifiutando tali elaborazioni, ne sottolinea invece la sostanziale uguaglianza con il periodo caldo medievale, spiegando il picco con il tipo di analisi statistica applicata.
Recenti studi sia a sostegno della tesi antropica sia a sostegno della tesi naturale sono stati pubblicati a cura di gruppi di ricerca e la diatriba deve ritenersi al momento non risolta. 

## Storia
La controversia nasce da un grafico pubblicato nel Primo rapporto di valutazione IPCC del 1990 ed erroneamente descritto come "rappresentazione schematica della variazione di temperatura globale negli ultimi millenni"; il grafico, ripreso da una pubblicazione dell'anno precedente del Dipartimento per l'Ambiente britannico, si riferiva invece alle temperature dell'Inghilterra centrale, e non quindi alle temperature globali del pianeta. Alcuni gruppi di scienziati hanno cercato successivamente di ricavare dati validi a livello globale e sono state sviluppate nuove indagini e nuovi metodi di elaborazione statistica. Nel 1993 i climatologi Phil Jones e Raymond S. Bradley hanno pubblicato la prima ricostruzione storica globale delle temperature medie, riferita all'emisfero nord. La pubblicazione è stata citata nel Secondo rapporto di valutazione IPCC del 1995, ma non è stata messa in risalto e non ha ricevuto attenzione da parte del pubblico.
Nel 1998 il climatologo statunitense Michael E. Mann ha sviluppato con i colleghi Raymond S. Bradley e Malcolm K. Hughes nuove tecniche statistiche per produrre il grafico chiamato MBH98, con la ricostruzione storica delle temperature medie dell'emisfero nord dal XX secolo fino all'anno 1400. Nel 1999 Mann e i suoi colleghi hanno pubblicato una nuova versione del grafico (denominato MBH99) che estendeva il loro studio fino all'anno 1000. Una versione del grafico MBH99 è stata inserita nel Terzo rapporto di valutazione IPCC del 2001.
La controversia ha cominciato ad attivarsi nel 2003, quando gli astrofisici Willie Soon e Sallie Baliunas hanno sostenuto, in un articolo pubblicato sulla rivista Climate Research, che il XX secolo non è stato probabilmente il periodo più caldo dell'ultimo millennio. Poco tempo dopo, un gruppo di tredici famosi scienziati del clima (tra cui Michael E. Mann) ha contestato in un altro articolo le affermazioni di Soon e Baliunas. Nel 2003 gli studiosi canadesi Ross McKitrick e Stephen McIntyre hanno pubblicato una critica dei dati utilizzati da Mann e colleghi per l'elaborazione del grafico MBH98. Nel 2005 McKitrick e McIntyre hanno dato seguito alla contestazione, pubblicando una critica della metodologia di elaborazione statistica usata per l'elaborazione dei grafici MBH98 e MBH99.
La controversia ha avuto riflessi anche sul piano politico, per cui è stata formata una commissione di scienziati convocati dal Consiglio nazionale delle ricerche degli Stati Uniti d'America; la commissione ha prodotto nel 2006 il North Report, che ha sostenuto le scoperte di Mann e colleghi con alcune riserve, che includevano l'accordo sul fatto che c'erano alcune carenze statistiche, che tuttavia avevano uno scarso effetto sul risultato finale.
D'altro canto alcuni gruppi di scienziati hanno fatto risaltare, negli anni successivi, attraverso una analisi di 500 singoli studi combinati ed effettuati in diverse parti del mondo come sia l'attività solare la responsabile più rilevante del riscaldamento globale.
La discussione, quindi, rimane aperta. 